# 夜神掌突蟾
夜神掌突蟾（学名：Leptobrachella nyx），一种分布于越南和中国云南等地区的两栖动物，隶属于角蟾科掌突蟾属。模式产地为越南河江省渭川县高蒲社。

## 保护
本种于2023年被收录入《有重要生态、科学、社会价值的陆生野生动物名录》。